# Er ist wieder da
Er ist wieder da ist der Debütroman des deutschen Journalisten und Schriftstellers Timur Vermes. Die Hardcoverausgabe erschien 2012 beim Kölner Eichborn Verlag, das Taschenbuch bei Bastei Lübbe. Im Jahr 2015 erschien die gleichnamige Verfilmung. Bei dem Roman handelt es sich um eine Satire, in der Adolf Hitler im Jahr 2011 mitten in Berlin auf einer grünen Wiese wieder zum Leben erwacht.

## Inhaltsangabe
Der Roman beginnt damit, dass Adolf Hitler auf einer Berliner Wiese aufwacht. Zunächst ist er verwirrt und glaubt, einen Filmriss zu haben. Eine Gruppe spielender Jungen entdeckt ihn, erkennt ihn aber nicht. Hitler begibt sich in die Stadt, im Glauben, dass noch immer Krieg herrsche, und beim Anblick der Stadt glaubt er, dass sich die Situation des Deutschen Reichs verbessert habe. An einem Kiosk sucht er nach Zeitungen wie dem Völkischen Beobachter und sieht, dass das aktuelle Datum der 30. August 2011 ist. Der Kioskinhaber kommt mit Hitler ins Gespräch, glaubt aber einen Schauspieler vor sich zu haben und nicht den Führer. Er bietet Hitler an, im Kiosk zu übernachten, und mit Hilfe der Zeitungen dort versucht Hitler, auf den aktuellen Stand der Weltpolitik und des Zeitgeschehens zu kommen.
Weil seine Uniform nach Benzin riecht, leiht ihm der Kioskbesitzer Kleidung. Seine Uniform bringt der Führer am nächsten Tag in eine Reinigung. Der Sohn des Inhabers hält ihn für Stromberg aus der Switch-Parodie. Zurück im Kiosk macht Hitler mit Joachim Sensenbrink und Frank Sawatzki von der Agentur Flashlight Bekanntschaft. Hitlers Schilderung des Überfalls auf Polen fassen sie begeistert als gut vorbereitete und einstudierte Comedy auf; sie wollen auf jeden Fall mit ihm in Kontakt bleiben.
Hitler zieht in ein Hotel, wo der Fernseher sein Interesse weckt, allerdings sind die Programme für ihn befremdlich und verstörend. Wieder in Uniform gekleidet, besucht Hitler die Agentur Flashlight und trifft dort auf Carmen Bellini, Executive Vice President der Agentur. Die Agentur möchte Hitler ins Fernsehen bringen, und ihm wird Vera Krömeier als Sekretärin zugeteilt. Auch sie kann nicht glauben, dass es sich bei ihm um den echten Adolf Hitler handelt, sondern denkt, es sei überzeugendes Method Acting. Hitler hingegen ist von ihrem dunklen Make-up und ihrer schwarzen Kleidung irritiert, außerdem verwundern ihn auch die moderne Umwelt und die veränderten Lebensgewohnheiten. Technische Errungenschaften wie der PC oder das Internet begeistern ihn jedoch.
Schließlich bekommt Hitler einen Auftritt in der Comedy-Show Krass, Alter des türkischstämmigen Comedians Ali Wizgür. Nach Hitlers Auftritt wirft Wizgür ihm wutentbrannt vor, seine Sendung zu ruinieren, die Agentur jedoch ist begeistert.
Zurück im Kiosk liest er in verschiedenen Zeitungen die Berichte und Kritiken zu seinem Auftritt in der Show. Sein Auftritt bei Wizgür ist mittlerweile ein Hit auf Youtube, und Hitler sieht in Youtube ein geeignetes Mittel für Propaganda. Obwohl Wizgür Hitler nicht leiden kann, werden in der Show weitere kurze Videoclips vom „Führer“ über verschiedene Themen fester Bestandteil der Sendung.
Mittlerweile wird er immer bekannter, er vergleicht die Situation mit der Zeit nach seiner Haftentlassung 1924. Politiker wie Markus Söder, Karl Lauterbach, Claudia Roth und auch Dieter Graumann äußern sich zum Youtube-Video. Frau Bellini befürchtet, dass Hitler in den Fokus von Bild kommen könne, die negativ über ihn berichten werde. Tatsächlich berichtet Bild, dass Hitler ein Verhältnis mit seiner Sekretärin habe. Nach dem Bericht erhält Frau Krömeier belästigende und beleidigende Mails, dennoch möchte sie weiter für Hitler arbeiten. Die Agentur erstellt eine eigene Homepage für den „Führer“, und dieser ist von deren Funktionen begeistert. Zusammen mit Sensenbrink und Sawatzki gibt Hitler im Hotel Adlon ein Interview für Bild. Das Interview wird aber nach kurzer Zeit von Seiten der Redakteurin abgebrochen.
Hitler besucht zusammen mit einem Kamerateam die Parteizentrale der NPD in Berlin-Köpenick und trifft dort auch auf den Parteivorsitzenden Holger Apfel. Der Führer ist enttäuscht und wütend über den Zustand der Partei und auch auf die Mitglieder. Frau Bellini ist bei der Sichtung des Materials begeistert und möchte eine Sondersendung daraus machen. Bild druckt das Interview mit Hitler ab mit dem Ziel, ihm zu schaden, doch der Agentur gelingt eine Revanche. Mittlerweile werden auch Merchandising-Produkte hergestellt, und für einen weiteren Auftritt Hitlers bei Krass, Alter erhält Hitler, der weiterhin für einen parodierenden Kabarettisten gehalten wird, positive Kritiken. Daraufhin verkündet der Chef der Agentur Flashlight, Herr Kärrner, die Neuigkeit, dass Hitler der Grimme-Preis zuerkannt worden sei.
Frau Krömeier möchte nicht länger für Hitler arbeiten, nachdem ihre Großmutter, eine Jüdin, deren Familie während der Zeit des Nationalsozialismus ermordet worden ist, ihr erzählt hat, was Hitler vermutlich für ein Mensch sei und wie sie die Zeit im Dritten Reich erlebt hat. Hitler beschwichtigt sie und besucht die alte Dame persönlich, um ihr mitzuteilen, wie unentbehrlich ihre Enkelin für seine Arbeit sei. Währenddessen produziert die Agentur eine eigene Show für Hitler, das Studio ähnelt dem Führerhauptquartier Wolfsschanze. Der erste Gast der Sendung ist Renate Künast. Die Show ist ein voller Erfolg.
Bei einem Besuch des Oktoberfestes in München trifft Hitler verschiedene Prominente. Im Festzelt gibt er einer vollbusigen Dame ein Autogramm auf ihr Dirndl und malt ein Hakenkreuz daneben, was für lautes Geschrei der Dame sorgt.
Wieder in Berlin, plant Hitler, eine eigene Wohnung zu beziehen, und findet auch bald ein passendes Objekt am Prenzlauer Berg. Abends ist Hitler mit Frau Bellini in der Oper verabredet; es wird ein Werk Richard Wagners aufgeführt, aber er wird auf dem Weg dorthin von rechtsextremen Skinheads zusammengeschlagen. Er verliert das Bewusstsein und erwacht erst wieder in der Klinik. Hitler hat mehrere Brüche erlitten und muss einige Tage in der Klinik bleiben. Im Krankenhaus erhält er Anrufe verschiedener Parteien und Politiker, die ihn alle bitten, in die jeweilige Partei einzutreten. Ein Verlag bittet Hitler, ein Buch zu schreiben. Er nimmt das Angebot an. Frau Krömeier und Herr Sawatzki haben geheiratet und erwarten ihr erstes gemeinsames Kind, sie besuchen Hitler und richten Grüße von den Mitarbeitern der Agentur aus. Hitler plant mit der Buchveröffentlichung und seiner eigenen Show eine neue Propagandaoffensive.

## Erfolg
Nach der Präsentation auf der Frankfurter Buchmesse im Oktober 2012 stieg der Roman bis auf Platz 1 der Bestsellerliste des Spiegels und blieb dort 20 Wochen. Das Hörbuch, gelesen von Christoph Maria Herbst, erreichte ebenfalls Platz 1. Herbst verwendet durchgehend den Duktus des Erzählers Adolf Hitler bzw. spricht andere Personen ebenfalls in deren je eigenem Duktus, wobei zum Beispiel auch ungeschliffener Berliner Akzent in gelangweilter, aggressiver, unterwürfiger oder schnippischer Art zum Einsatz kommt. 2012 gewann die Hörbuch-Version von Er ist wieder da den LovelyBooks Leserpreis.
Insgesamt wurden bis August 2015 über 2.000.000 deutsche Exemplare sowie über 300.000 Hörbücher verkauft. Die Auslandsrechte wurden an über 41 Länder vergeben und seit Herbst 2014 liefen die Dreharbeiten für die Verfilmung.

## Kritiken
- In der galligen Politsatire erwacht Adolf Hitler im Sommer 2011 zu neuem Leben und startet eine Fernsehkarriere als Demagoge, die in ihren Einzelschritten und Details erschütternd plausibel ist.
 Ursula März, Die Zeit[1]
- Die literarische Qualität des Romans, so viel steht schnell fest, kann für den enormen Verkaufserfolg von „Er ist wieder da“ kaum verantwortlich sein.[…] Diese Fokussierung auf Hitler – wahlweise als komische Figur oder aber als Inkarnation des Bösen – läuft Gefahr, die geschichtlichen Fakten verblassen zu lassen. […] Allzu oft lässt sich der Autor dazu hinreißen, seinen Hitler als humorigen Gesellen zu zeichnen und das wirkt letztlich verharmlosend.
 Cornelia Fiedler, Süddeutsche Zeitung[2]
- … für eine „Alternate History“ à la Robert Harris („Vaterland“) oder wenigstens eine actionreiche Farce fehlt es an erzählter Zeit … ein Klamauk, der allein darauf basiert, dass der Führer sein Vokabular auf unser Hier und Jetzt anwendet…, wird auf vierhundert Seiten dann doch ein bisschen schal. 
Marc Reichwein, Die Welt[3]
- Das Beste an dem Buch ist das Cover … Nach 50 Seiten habe ich angefangen, mich zu langweilen. Dann kennt man die Grammatik des Buches. Ich fand es auch deswegen nicht wirklich gut, weil die Geschichte zu absurd ist.
 Sönke Neitzel, Historiker an der Universität Potsdam[4]

## Verfilmung

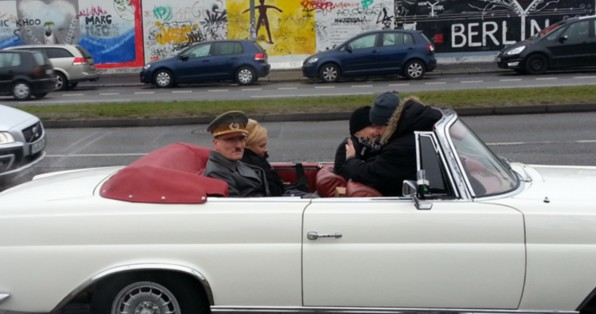
Dreharbeiten zu Er ist wieder da; November 2014 an der Berliner East Side Gallery

Er ist wieder da wurde 2015 unter der Regie von David Wnendt verfilmt, die Rolle Hitlers spielt Oliver Masucci. In weiteren Rollen sind Fabian Busch, Christoph Maria Herbst, Katja Riemann, Franziska Wulf, Fred Aaron Blake in drei verschiedenen Rollen, Lars Rudolph und Michael Kessler zu sehen. Deutscher Kinostart war der 8. Oktober 2015.

## Dramatische Adaption
Der Autor und Regisseur Uwe Hoppe verfasste für das Theater der Altstadt in Stuttgart eine dramatische Adaption des Romans. Das Stück feierte am 12. Februar 2016 Premiere.

## Trivia
- Der weiße Buchumschlag zeigt neben Autor und Verlag als Illustration in Schwarz den typischen Hitlerscheitel und an der Stelle seines Bärtchens in Blocksatz den Titel.
- Das Lied Er ist wieder da aus dem Jahr 1965 stammt von Marion Maerz und hat nichts mit dem Roman zu tun.

## Ausgaben
- Er ist wieder da. Eichborn Verlag, Köln 2012, 396 S., ISBN 978-3-8479-0517-2.
  - Taschenbuch-Ausgabe: Bastei Lübbe, Köln 2012, ISBN 978-3-404-17178-1.
- Er ist wieder da. Erweiterte Studienausgabe. Eichborn Verlag, Köln 2015, 560 S., ISBN 978-3-8479-0599-8.
- Hörbuch: Er ist wieder da. 6 CDs, 411 Min. (gekürzte Lesung von Christoph Maria Herbst). Lübbe Audio, Köln 2012, ISBN 978-3-7857-4741-4.